# Medicago rhodopea
Medicago rhodopea är en ärtväxtart som beskrevs av Josef Velenovský. Medicago rhodopea ingår i släktet luserner, och familjen ärtväxter. Inga underarter finns listade i Catalogue of Life.